# Организационная комиссия кнессета
Организационная комиссия кнессета (ивр. הוועדה המסדרת‎) — это комиссия кнессета, которая действует в начале срока полномочий кнессета после его избрания, и её роль заключается в принятии различных организационных решений, касающихся начала деятельности кнессета.

## Полномочия и состав комиссии
В соответствии со статьёй 2а Закона о кнессете, кнессет должен создать в начале своего срока постоянную комиссию под председательством депутатов кнессета от фракции того депутата кнессета, которому Президент Израиля поручил задачу формирования правительства. Если депутат, на которого возложена задача формирования правительства, не справляется с этой задачей, и мандат по решению президента переходит к депутату кнессета от другой партии, соответственно меняется председательство в комиссии. Представительство в комиссии зависит от относительного размера фракций, насчитывающих не менее четырех депутатов кнессета, при этом остальные фракции имеют право направить наблюдателя в комиссию от своего имени. Этот состав определяется представителями фракций и требует утверждения на пленарном заседании кнессета.
Организационная комиссия должна сформулировать предложение по составу постоянных комиссий кнессета и их председателей и представить свое предложение в кнессет на утверждение. До создания комиссии по делам кнессета, организационная комиссия выполняет все функции, которые касаются организации работы в кнессете, его обсуждений и предоставленных им рамок. До окончания выборов комиссий кнессета организационная комиссия может избирать временные комиссии по финансовым вопросам, иностранным делам и безопасности, при условии, что количество членов этих комиссий не превышает количество членов постоянных комиссий по этим вопросам (финансовая комиссия и комиссия кнессета по иностранным делам и безопасности).
Организационная комиссия определяет порядок заседаний в зале пленарных заседаний и распределение палат и комнат в резиденции кнессета для определённых депутатов кнессета и различных фракций. Дополнительные сведения о полномочиях организационной комиссии, такие как назначение заместителей временного председателя кнессета, включены в устав кнессета.